# Danilo Rinaldi
Danilo Ezequiel Rinaldi (sinh ngày 18 tháng 4 năm 1986) là một cầu thủ bóng đá người San Marino gốc Argentina hiện tại thi đấu ở vị trí tiền đạo cho đội bóng tại Campionato Sammarinese di Calcio La Fiorita.
Rinaldi cũng thi đấu cho San Marino. Anh có 37 lần ra sân quốc tế, bao gồm các trận đấu trước Slovakia và England. Anh cũng ghi 1 bàn thắng, 1 quả phạt đền trong trận giao hữu với Malta trong thất bại 2–3 trên sân nhà.

## Sự nghiệp quốc tế

### Bàn thắng quốc tế
Scores and results list San Marino's goal tally first.
| #  | Ngày                | Địa điểm                                        | Đối thủ | Tỉ số | Kết quả | Giải đấu |
| -- | ------------------- | ----------------------------------------------- | ------- | ----- | ------- | -------- |
| 1. | 14 tháng 8 năm 2012 | Sân vận động San Marino, Serravalle, San Marino | Malta   | 2–3   | 2–3     | Giao hữu |